# Campeonato Europeo de Gimnasia Artística de 2004
El XXVI Campeonato Europeo de Gimnasia Artística se celebró en dos sedes distintas: el concurso masculino en Liubliana (Eslovenia) entre el 15 y el 18 de abril y el concurso femenino en Ámsterdam (Países Bajos) entre el 29 de marzo y el 2 de abril de 2004. Ambos fueron organizados por la Unión Europea de Gimnasia (UEG).
Las competiciones del concurso masculino se llevaron a cabo en el Pabellón Tivoli de Liubliana y el concurso femenino en el pabellón RAI Amsterdam.

## Resultados

### Masculino
| Evento                 | Oro                                                                 | Plata                                  | Bronce                                     |
| ---------------------- | ------------------------------------------------------------------- | -------------------------------------- | ------------------------------------------ |
| Concurso completo ind. | Marian Drăgulescu · Rumania · 56,798 pts.                           | Rafael Martínez · España · 56,711 pts. | Denis Savenkov · Bielorrusia · 56,161 pts. |
| Suelo                  | Marian Drăgulescu · Rumania · 9,775                                 | Yordan Yovchev Bulgaria 9,737          | Rafael Martínez · España · 9,675           |
| Caballo con arcos      | Ioan Silviu Suciu · Rumania · 9,725                                 | Alberto Busnari · Italia · 9,712       | Krisztián Berki · Hungría · 9,700          |
| Anillas                | Dimosthenis Tampakos · Grecia · Alexander Safoshkin · Rusia · 9,775 |                                        | Matteo Morandi · Italia · 9,750            |
| Salto de potro         | Marian Drăgulescu · Rumania · 9,756                                 | Jevgēņijs Saproņenko Letonia 9,662     | Leszek Blanik · Polonia · 9,643            |
| Paralelas              | Roman Zozulia · Ucrania · 9,775                                     | Valeri Goncharov · Ucrania · 9,725     | Yann Cucherat Francia 9,712                |
| Barra fija             | Vlasios Maras · Grecia · Aljaž Pegan · Eslovenia · 9,787            |                                        | Christoph Schärer · Suiza · 9,687          |
| Concurso por equipos   | Rumania · 171,084                                                   | Bielorrusia · 169,732                  | Francia 168,795                            |

### Femenino
| Evento                 | Oro                                  | Plata                                                       | Bronce                                     |
| ---------------------- | ------------------------------------ | ----------------------------------------------------------- | ------------------------------------------ |
| Concurso completo ind. | Alina Kozich · Ucrania · 37,262 pts. | Nicoleta Daniela Șofronie · Rumania · 37,224 pts.           | Elena Zamolodchikova · Rusia · 37,149 pts. |
| Salto de potro         | Monica Roșu · Rumania · 9,499        | Anna Pavlova · Rusia · Elena Zamolodchikova · Rusia · 9,381 |                                            |
| Barras asimétricas     | Svetlana Jorkina · Rusia · 9,662     | Elizabeth Tweddle Reino Unido 9,587                         | Irina Krasnianska · Ucrania · 9,562        |
| Barra                  | Cătălina Ponor · Rumania · 9,725     | Alexandra Eremia · Rumania · 9,575                          | Svetlana Jorkina · Rusia · 9,325           |
| Suelo                  | Cătălina Ponor · Rumania · 9.637     | Elena Gómez · España · 9,575                                | Maria Teresa Gargano · Italia · 9,350      |
| Concurso por equipos   | Rumania · 112,772                    | Ucrania · 111,247                                           | Rusia · 110,423                            |

## Medallero
| Núm. | País        | Oro | Plata | Bronce | Total |
| ---- | ----------- | --- | ----- | ------ | ----- |
| 1    | Rumania     | 9   | 2     | 0      | 11    |
| 2    | Rusia       | 2   | 2     | 3      | 7     |
| 3    | Ucrania     | 2   | 2     | 1      | 5     |
| 4    | Grecia      | 2   | 0     | 0      | 2     |
| 5    | Eslovenia   | 1   | 0     | 0      | 1     |
| 6    | España      | 0   | 2     | 1      | 3     |
| 7    | Italia      | 0   | 1     | 2      | 3     |
| 8    | Bielorrusia | 0   | 1     | 1      | 2     |
| 9    | Bulgaria    | 0   | 1     | 0      | 1     |
| 9    | Letonia     | 0   | 1     | 0      | 1     |
| 9    | Reino Unido | 0   | 1     | 0      | 1     |
| 12   | Francia     | 0   | 0     | 2      | 2     |
| 13   | Hungría     | 0   | 0     | 1      | 1     |
| 13   | Polonia     | 0   | 0     | 1      | 1     |
| 13   | Suiza       | 0   | 0     | 1      | 1     |
|      | TOTAL       | 16  | 13    | 13     | 42    |